# 600 (număr)
600 (șase sute) este numărul natural care urmează după 599 și precede pe 601 într-un șir crescător de numere naturale.

## În matematică
600:
- Este un număr par.[1][2]
- Este un număr compus.[3]
- Este un număr abundent.[4][5]
- Este un număr Harshad.[6][7]
- Este un număr pronic.[8][9]
- Este un număr rotund.[10][11]

## În știință

### În astronomie
- Obiectul NGC 600 din New General Catalogue este o galaxie spirală barată cu o magnitudine 12,4 în constelația Balena.
- 600 Musa este un asteroid din centura principală.